# Mataram Jaya
Mataram Jaya is een bestuurslaag in het regentschap Ogan Komering Ilir van de provincie Zuid-Sumatra, Indonesië. Mataram Jaya telt 3326 inwoners (volkstelling 2010).